# Indolestes floresianus
Indolestes floresianus – gatunek ważki z rodziny pałątkowatych (Lestidae).